# Vincent Bolloré

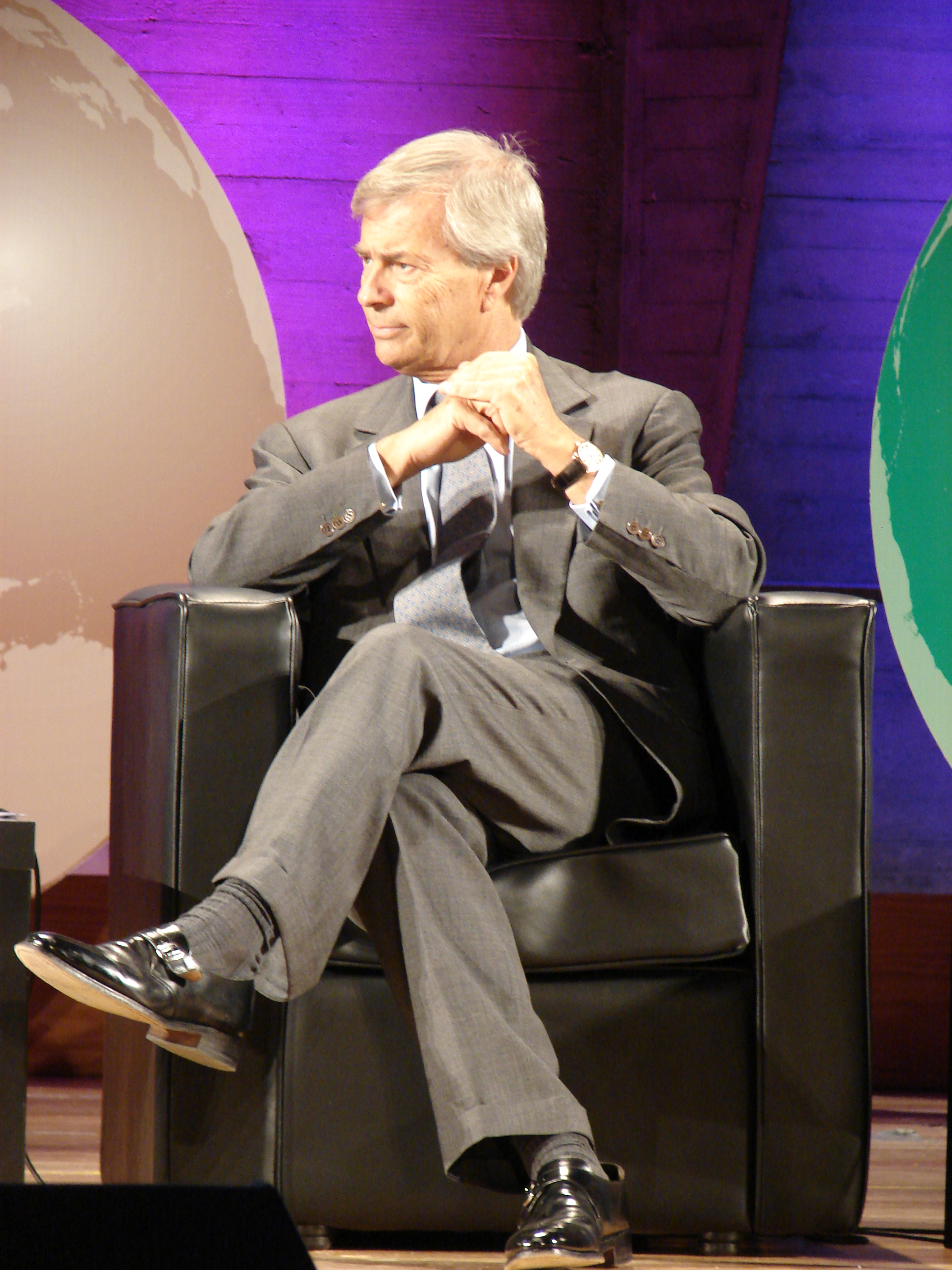
Vincent Bolloré (2013)

Vincent Bolloré (* 1. April 1952 in Boulogne-Billancourt) ist ein rechtskonservativer französischer Geschäftsmann, Industrieller, Corporate Raider und Medienmogul.

## Biografie
Vincent Bolloré stammt aus einer wohlhabenden bretonischen Familie. Er hat einen Bachelor of Laws der Universität Paris-Nanterre. Seine berufliche Karriere begann er danach als Trainee bei der Investmentbank Edmond de Rothschild. Später übernahm er die Leitung des im Besitz der Familie befindlichen Mischkonzerns Bolloré. Der Konzern ist unter anderem auf den Geschäftsfeldern Logistik (insbesondere Seefracht und Afrikahandel), Papierindustrie, Werbung, Medien und Mineralölwirtschaft tätig.
Die Zeitung Die Welt beschrieb seine Aktivitäten als Corporate Raider (sogenannte „Heuschrecke“) einmal mit den Worten: „der am meisten gefürchtete Investor Frankreichs“, „gilt als skrupellos, als Meister der Verunsicherung“. Vincent Bolloré war unter anderem im französischen Baukonzern Bouygues engagiert, wo er für die Auswechslung des Firmenchefs sorgte, bevor er seine Beteiligung unter Gewinn wieder abstieß. 2004 stieg Bolloré bei der zweitgrößten französischen und weltweit sechstgrößten Werbeagentur Havas ein und wurde größter Anteilseigner. 2005 gründete er den Fernsehsender Direct 8 und erwarb Anteile an dem britischen Marktforschungs- und Mediaplanungsunternehmen Aegis Group, die inzwischen (Stand Juli 2006) auf 29 % anwuchsen. Im Juni 2006 gründet er die Gratiszeitung Direct Soir.
Im Mai 2007 geriet der frischgewählte französische Staatspräsident Nicolas Sarkozy wegen Vorteilsannahme in die öffentliche Kritik, da er auf Einladung und privat finanziert von Vincent Bolloré, direkt nach seiner Wahl und noch vor seinem Amtsantritt, einen Privatjet Bollorés auf dessen Kosten benutzte und eine Malta-Kreuzfahrt auf einer seiner Luxusyachten, der Paloma, antrat. Sarkozy über Bolloré: „Ich wünsche der französischen Wirtschaft viele wie Vincent Bolloré.“
Vincent Bolloré wird auf der im März 2013 veröffentlichten Liste der reichsten Menschen der Welt des Forbes Magazine an Position 329 aufgeführt, mit einem geschätzten Vermögen von 4 Milliarden US-Dollar. Im Jahr 2013 ist Vincent Bolloré der achtreichste Franzose. 2014 beschloss er als Präsident von Vivendi, in das italienische Telekommunikationsunternehmen Telecom Italia und in den italienischen Sender Mediaset zu investieren, der von der Holdinggesellschaft Fininvest der Familie Berlusconi kontrolliert wird.
Die Bolloré-Gruppe hat auch wichtige Positionen in den Volkswirtschaften mehrerer ehemaliger französischer Kolonien in Afrika (insbesondere Elfenbeinküste, Gabun, Kamerun und Kongo). Am 24. April 2018 wurde Bolloré wegen Befragung über die wahrgenommenen Zusammenhänge zwischen Abzinsungssätzen für politische Beratung (über Havas) und Hafenkonzessionen in Lomé, Togo und Conakry, Guinea, in Gewahrsam genommen. Anschließend wurde er wegen „Korruption ausländischer Agenten“, „Fälschung von Dokumenten“ und „Mittäterschaft bei Vertrauensbruch“ angeklagt. Wenn er für schuldig befunden wird, könnte er mit einer Höchststrafe von 1 Million Euro und einer Freiheitsstrafe von bis zu 10 Jahren rechnen. Nach einem Teil-Schuldeingeständnis bestätigte am 21. März 2023 die Untersuchungskammer des Pariser Berufungsgerichts, die von der Verteidigung von Vincent Bolloré angerufen wurde, der die Einstellung der Ermittlungen und die Anklageerhebung gegen seinen Mandanten beantragte, dass dieser wegen dieser Korruption einem Richter vorgeführt wird. Das Schuldeingeständnis von Vincent Bolloré, der hiermit glaubte, einem Urteil zu entgehen, wurde aus der Akte genommen.
Infolge des Börsengangs der Universal Music Group an der Euronext Amsterdam hielt Bolloré im Jahr 2022 18 Prozent der UMG-Aktien.
Bolloré hat als Medienmogul maßgeblich die Präsidentschaftskandidatur des rechtsextremen Eric Zemmour 2022 ermöglicht und wird von manchen Journalisten für die angebliche Nutzung seiner Machtfülle im Medienbereich für Eigeninteressen kritisiert.
2021 hat Vincent Bolloré die Sonntagszeitung Le Journal du Dimanche übernommen. Im Sommer 2023, entschied er, dass Geoffroy Lejeune, der frühere Chefredakteur des als islamkritisch und politisch rechts geltenden Blattes Valeurs Actuelles, Chefredakteur des JDD wird. Daraufhin trat die Redaktion in einen Streik, der sechs Wochen andauerte. Da die Geschäftsleitung nicht nachgab und Lejeune sein Amt im August antrat, entschieden sich zahlreiche Redakteure, die Zeitung zu verlassen. In Verhandlungen mit der Geschäftsleitung konnte erreicht werden, dass diejenigen, die gehen wollen, eine Abfindung bekommen werden.
Im Jahr 2023 veröffentlichte der Akademiemitglied Erik Orsenna die Geschichte eines Ungeheuers, in dem er ein kritisches Porträt von Vincent Bolloré als Gegenstück verfasste, ohne Namen, der als „Ungefährliche für die Demokratie“ eingestuft wurde.
Im vorgezogenen Wahlkampf zu den Parlamentswahlen in Frankreich 2024 untersagte Bolloré den von ihm kontrollierten Medien, den Rassemblement National als rechtsextrem zu bezeichnen.
Im Jahr 2025 klagte ein panafrikanisches Kollektiv gegen die Bolloré-Gruppe, Vincent Bolloré und sein Sohn Cyrille, wegen Korruption und Blanchierung des Silbers in zusätzlichen Konzessionen in Portugal.
Er ist geschieden und hat vier Kinder.

## Kontroverse Paris Police 1905
Laut Le Canard enchané hat Vincent Bolloré (Offizier des Canal) Druck ausgeübt und bestimmte Passagen in der Serie, die sich mit der katholischen Kirche, Homosexualität oder dem Gesetz zur Trennung von Kirche und Staat (Frankreich) m Jahr 1905 befassen, zensiert.

## Hörfunkbeiträge
- Christiane Kaess: Rechtsruck in französischen Medien: „Journal du Dimanche“ bekommt rechten Chef, 6.55 Minuten Audio-Version, Deutschlandfunk Kultur, 26. Juni 2023.
- Carolin Dylla: Streik beim „Journal du Dimanche“ – mehr als Protest gegen neuen Chefredakteur, 5.48 Minuten Audio-Version, Deutschlandfunk, 18. Juli 2023.
- Jürgen Ritte: Rechtsruck in den französischen Medien, 6.57 Minuten Audio-Version, Deutschlandfunk Kultur, 31. Juli 2023.
- Carolin Dylla: Unter rechter Leitung: Französischer Milliardär richtet Traditionsblatt neu aus, 6.16 Minuten Audio-Version, Deutschlandfunk, 8. August 2023.